# جاين جرانت
جان غرانت (بالإنجليزية: Jane Grant)‏ (29 مايو 1892 – 16 مارس 1972) هي صحفية في نيويورك، ومؤسسة مجلة النيويوركر مع زوجها هارولد روس.

## حياتها

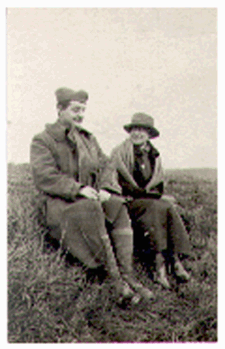
أليكساندر وولكوت وجان غرانت في فرنسا سنة 1919.

وُلدت جينيت كول غرانت في مدينة جوبلن، ودخلت إلى مدرسة في جيرارد. تدربت غانت أساسا لتصبح مغنية. انتقلت إلى نيويورك في سن ال16 لمواصلة الغناء، ولكن اشتغلت في الصحافة حين انظمت لصحيفة نيويورك تايمز كأول امرأة تعمل في الصحيفة، وأقامت علاقة صداقة مع الناقد أليكساندر وولكوت. غطت غرانت المشاكل الخاصة بالمرأة، أجرت مقابلات مع شخصيات عامة حول وجهات نظرهم بشأن وضع المرأة، ومقابلات مع النساء اللواتي يشتغلن في مهن خاصة بالرجال. واستمرت في الكتابة لصالح نيويورك تايمز لمدة 15 سنة.
أثناء الحرب العالمية الأولى، انتقلت غرانت (التي تمتلك موهبة الغناء والرقص أيضا) إلى فرنسا، وانظمت إلى جمعية الشبان المسيحيين. إنظمت بعدها إلى الصليب الأحمر الأمريكي. والتقت بهارولد روس بوساطة وولكوت وتزوجا سنة 1920. عادت إلى نيويورك تايمز بعد الحرب.
سنة 1921، أسست غرانت بشراكة مع روث هال منظمة دوري لوسي ستون، حيث اتبعت طريقة لوسي ستون في مساعدة النساء لحفظ أسمائهم بعد الزواج، والمساواة في الحقوق بين الجنسين.
في 1925، أسست غرانت بشراكة مع زوجها مجلة النيويوركر، وهي مجلة أمريكية تعتمد على الريبورتاج والتعليق والنقد والمقالات والقصص والفكاهة والرسوم الكاريكاتيرية والشعر
سنة 1929 تطلقا غرانت وروس بعد زواج دام 9 سنين.
توفت غرانت في 16 مارس 1972 في مدينة جوبلن بعمر ال79.

## بيبليوغرافيا
- روس، النيويوركي، وأنا (نيويورك: رينال، 1968 (ASIN B000K01216)).
- Confession of a Feminist. The American Mercury, vol. LVII, no. 240, Dec., 1943, pp. 684–691.
- I Saw What I Could (unpublished account of her travels in the Soviet Union, held at the University of Oregon)